# Prințesa Helena Adelaide de Schleswig-Holstein-Sonderburg-Glücksburg
Prințesa Helena Adelaide de Schleswig-Holstein-Sonderburg-Glücksburg (1 iunie 1888 - 30 iunie 1962) a fost a treia fiică a lui Friedrich Ferdinand, Duce de Schleswig-Holstein și a soției sale, Prințesa Karoline Mathilde de Schleswig-Holstein-Sonderburg-Augustenburg. A fost prințesă a Danemarcei prin căsătoria cu Prințul Harald.
Prințesa Helena a fost simpatizantă a nazismului în timpul celui de-Al Doilea Război Mondial iar după război a fost exilată din Danemarca.

## Căsătorie și copii
Helena Adelaide s-a căsătorit cu Prințul Harald al Danemarcei, al patrulea copil și al treilea fiu al regelui Frederic al VIII-lea al Danemarcei și al soției sale, Prințesa Louise a Suediei și Norvegiei  la 28 aprilie 1909 la Glücksburg, Schleswig-Holstein, Germania. Helena Adelaide și Harold au avut cinci copii:
- Prințesa Feodora Louise Caroline Mathilde Viktoria Alexandra Frederikke Johanne a Danemarcei (3 iulie 1910 – 17 martie 1975). S-a căsătorit cu vărul ei primar, Prințul Christian de Schaumburg-Lippe și a avut copii.
- Prințesa Caroline-Mathilde Louise Dagmar Christiane Maud Augusta Ingeborg Thyra Adelheid a Danemarcei (27 aprilie 1912 – 12 decembrie 1995). S-a căsătorit cu vărul ei primar, Prințul Knud al Danemarcei și a avut copii.
- Prințesa Alexandrine-Louise Caroline-Mathilde Dagmar a Danemarcei (12 decembrie 1914 – 26 aprilie 1962). S-a căsătorit cu contele Luitpold de Castell-Castell și a avut copii.
- Prințul Gorm Christian Frederik Hans Harald al Danemarcei (24 februarie 1919 – 26 decembrie 1991). Necăsătorit și fără copii.
- Prințul Oluf Christian Carl Axel al Danemarcei (10 martie 1923 – 19 decembrie 1990). Și-a pierdut titlu și a devenit contele Christian de Rosenborg după căsătoria cu Annie Helene Dorrit Puggard-Müller și cu Lis Wulff-Juergensen. A avut copii.

Prințesa Helena a devenit foarte nepopulară în timpul celui de-Al Doilea Război Mondial din cauza simpatiei ei pentru ocupația germană și pentru partidul nazist după ce Germania a ocupat Danemarca în 1940. Mișcarea de rezistența daneză a declarat că  Prințesa Helena a fost singura membră a casei regale daneze care a trădat Danemarca: ea a primit și a distrat pe germani acasă la ea și a participat la petreceri organizate de germani la Gesandtskab.
În 1942, ea a făcut eforturi pentru a-l convinge pe Prințul Knud al Danemarcei să-l convingă pe monarh să permită membrilor naziști să devină membri ai guvernului danez.
După război, Prințesa Helena nu a fost adusă la proces fiind membră a casei regale însă a fost exilată din Danemarca la 30 mai 1945 și plasată sub arest la Castelul Glücksburg din Germania. I s-a permis să se întoarcă în Danemarca la moartea soțului ei în 1949.